# Stekelmuizen
De stekelmuizen (Acomys) vormen een geslacht van knaagdieren uit de onderfamilie Deomyinae.

## Verwantschap
Acomys was in 1993 het eerste geslacht van de Deomyinae waarvan werd ontdekt dat het niet nauw verwant was aan de muizen en ratten van de Oude Wereld of de Dendromurinae; de Deomyinae is door verschillende auteurs zelfs "Acomyinae" genoemd, in plaats van het oudere Deomyinae. De nauwste genetische verwant van Acomys is waarschijnlijk Deomys, maar het Miocene fossiel Preacomys is mogelijk de voorouder van de stekelmuizen.

## Kenmerken
Deze muizen hebben korte poten en een zeer harde, stekelige vacht. De bovenkant van het lichaam is roodachtig tot grijs of bruin, de onderkant wit of vuilwit. De kop-romplengte bedraagt 7 tot 12 cm, de staartlengte 4 tot 10 cm en het gewicht 10 tot 40 g. 

## Leefwijze
Stekelmuizen eten zaden, bladeren, ander plantaardig materiaal en ongewervelden.

## Verspreiding
Stekelmuizen komen voor in woestijnen en andere droge gebieden in Afrika, Kreta en Zuidwest-Azië, oostelijk tot Zuid-Pakistan.

## Onderverdeling
Het geslacht omvat de volgende soorten, verdeeld over drie ondergeslachten:
- Ondergeslacht Acomys
  - Acomys cahirinus – Egyptische stekelmuis
  - Acomys chudeaui
  - Acomys cilicicus
  - Acomys cineraceus
  - Acomys dimidiatus – Sinaïstekelmuis
  - Acomys ignitus
  - Acomys johannis
  - Acomys kempi
  - Acomys minous – Kretenzische stekelmuis
  - Acomys mullah
  - Acomys muzei
  - Acomys nesiotes
  - Acomys ngurui
  - Acomys percivali
  - Acomys russatus – Gouden stekelmuis
  - Acomys selousi
  - Acomys seurati
  - Acomys spinosissimus
  - Acomys wilsoni
- Ondergeslacht Peracomys
  - Acomys louisae
- Ondergeslacht Subacomys
  - Acomys subspinosus

Stekelmuizen (Acomys) · Deomys · Lophuromys · Uranomys